# Rhamphocottus richardsonii
Rhamphocottus richardsonii è l'unica specie della famiglia Rhamphocottidae.

## Distribuzione e habitat
Questo pesce è diffuso nel nord del Pacifico, tra il Giappone e l'Alaska, estendendosi anche lungo le acque della costa occidentale del Nordamerica. Abita acque costiere e stagni di marea nel nord Pacifico, mentre più a sud vive solamente in acque profonde (fino a -200 metri) dove trova acque più fredde, adatte ai suoi bisogni.

## Descrizione
Rhamphocottus richardsonii ha un aspetto molto particolare: la testa è ampia e allungata, di forma diavolina. Gli occhi sono grandi. L'opercolo branchiale è munito di più spine molto taglienti. Il corpo è alto, con dorso gibboso, il ventre è piatto. Il peduncolo caudale è sottile. Presenta due pinne dorsali distinte, un paio di grosse pettorali (composte da solo raggi senza membrane, ed usate per spostarsi tra le rocce), la coppia di pinne ventrali ridotte a pochi raggi, la ventrale e la caudale molto ridotte. Tutte le pinne sono formate da grossi raggi, a malapena uniti tra loro da lembi di tessuto. L'intero corpo è coperto da piccole scaglie. La vescica natatoria è assente. La livrea è beige, con marmorizzazioni brune e nere. I raggi delle pinne sono beige-rossastri con macchie brune. Il peduncolo caudale è rosso.

## Alimentazione
Si nutre di zooplancton, piccoli crostacei e larve dei pesci.